# 中国遥感应用协会
中国遥感应用协会是中华人民共和国遥感应用科技工作者组成的群众性学术团体，是中国科学技术协会主管的社会团体，前身是1992年8月26日在山西省五台山成立的全国地方遥感应用协会。